# Europamästerskapen i skidskytte 2025
Europamästerskapen i skidskytte 2025 hölls mellan den 26 januari och 2 februari 2025 i Martell i Italien. Det var den 32:a upplagan av europamästerskapen i skidskytte.
Eftersom europamästerskapen i skidskytte arrangeras som en öppen tävling deltog inte endast tävlande från Europa. 

## Program
Alla tider är lokala (UTC+1).
| Datum      | Tid   | Gren                         |
| ---------- | ----- | ---------------------------- |
| 29 januari | 10:30 | Damernas 15 km distans       |
| 29 januari | 14:30 | Herrarnas 20 km distans      |
| 31 januari | 10:45 | Damernas 7,5 km sprint       |
| 31 januari | 14:15 | Herrarnas 10 km sprint       |
| 1 februari | 11:00 | Damernas 10 km jaktstart     |
| 1 februari | 13:45 | Herrarnas 12,5 km jaktstart  |
| 2 februari | 10:45 | Damernas 4 x 6 km stafett    |
| 2 februari | 13:45 | Herrarnas 4 x 7,5 km stafett |

## Resultat

### Herrar
| Gren               | Guld                                                                                  | Guld                              | Silver                                                       | Silver                                                    | Brons                                                                      | Brons                                                     |
| 20 km distans      | Isak Frey · Norge                                                                     | 54.10,7 (1+1+0+0)                 | Fredrik Mühlbacher · Österrike                               | 54.42,4 (0+0+0+1)                                         | Emil Nykvist · Sverige                                                     | 54.57,9 (0+0+0+1)                                         |
| 10 km sprint       | Sivert Guttorm Bakken · Norge                                                         | 25.03,6 (0+0)                     | Vetle Sjåstad Christiansen · Norge                           | 25.10,2 (0+0)                                             | Fredrik Mühlbacher · Österrike                                             | 25.13,8 (0+0)                                             |
| 12,5 km jaktstart  | Patrick Braunhofer · Italien                                                          | 34.27,2 (0+0+0+0)                 | Isak Frey · Norge                                            | 34.49,9 (0+0+2+0)                                         | Sverre Dahlen Aspenes · Norge                                              | 35.04,7 (1+0+1+2)                                         |
| 4 x 7,5 km stafett | NorgeVetle Sjåstad Christiansen Sverre Dahlen Aspenes Sivert Guttorm Bakken Isak Frey | 1:16.00,1 (0+1) (0+0) (0+0) (0+0) | TysklandLucas Fratzscher Simon Kaiser Roman Rees David Zobel | 1:18.07,0 (0+0) (1+3) (0+3) (0+0) (0+1) (0+2) (0+0) (0+3) | FrankrikeThéo Guiraud-Poillot Gaëtan Paturel Oscar Lombardot Rémi Broutier | 1:18.36,3 (0+1) (0+1) (0+2) (1+3) (0+2) (0+2) (0+3) (1+3) |

### Damer
| Gren             | Guld                                                               | Guld                                          | Silver                                                                   | Silver                                                    | Brons                                                                   | Brons                                                     |
| 15 km distans    | Johanna Puff · Tyskland                                            | 47.06,4 (0+0+0+0)                             | Marlene Fichtner · Tyskland                                              | 47.15,9 (0+0+0+0)                                         | Anna-Karin Heijdenberg · Sverige                                        | 47.24,4 (1+1+0+1)                                         |
| 7,5 km sprint    | Anna-Karin Heijdenberg · Sverige                                   | 21.43,1 (0+0)                                 | Amandine Mengin · Frankrike                                              | 22.32,4 (1+0)                                             | Baiba Bendika · Lettland                                                | 22.32,5 (0+2)                                             |
| 10 km jaktstart  | Baiba Bendika · Lettland                                           | 33.54,4 (0+0+0+3)                             | Anna-Karin Heijdenberg · Sverige                                         | 34.10,0 (1+1+1+1)                                         | Linda Zingerle · Italien                                                | 34.13,6 (0+1+1+0)                                         |
| 4 x 6 km stafett | TysklandStefanie Scherer Anna Weidel Marlene Fichtner Johanna Puff | 1:14.04,2 (0+0) (0+0) (0+0) (0+3) (0+2) (0+1) | FrankrikeCamille Bened Sophie Chauveau Amandine Mengin Gilonne Guigonnat | 1:14.26,5 (0+0) (0+1) (0+1) (0+2) (0+1) (1+3) (0+1) (0+2) | ItalienRebecca Passler Ilaria Scattolo Birgit Schölzhorn Linda Zingerle | 1:14.45,6 (0+1) (0+1) (0+0) (1+3) (0+0) (0+2) (0+1) (0+2) |

## Medaljtabell
*   Värdland ( Italien)
| Nr                  | Nation              | Guld | Silver | Brons | Totalt |
| ------------------- | ------------------- | ---- | ------ | ----- | ------ |
| 1                   | Norge               | 3    | 2      | 1     | 6      |
| 2                   | Tyskland            | 2    | 2      | 0     | 4      |
| 3                   | Sverige             | 1    | 1      | 2     | 4      |
| 4                   | Italien*            | 1    | 0      | 2     | 3      |
| 5                   | Lettland            | 1    | 0      | 1     | 2      |
| 6                   | Frankrike           | 0    | 2      | 1     | 3      |
| 7                   | Österrike           | 0    | 1      | 1     | 2      |
| Totalt (7 nationer) | Totalt (7 nationer) | 8    | 8      | 8     | 24     |